# 広辞苑
『広辞苑』（こうじえん）は、岩波書店が発行する中型の日本語国語辞典。編者は新村出であり、第一版は1955年に刊行された。最新の第七版は2018年に刊行され、約25万語を収録する。百科事典の役割を兼ね備え、図版は3000点を超える。中型国語辞典として三省堂の『大辞林』と双璧をなし、情報機器に電子辞書の形で提供されることも多い。

## 沿革

### 『辞苑』誕生

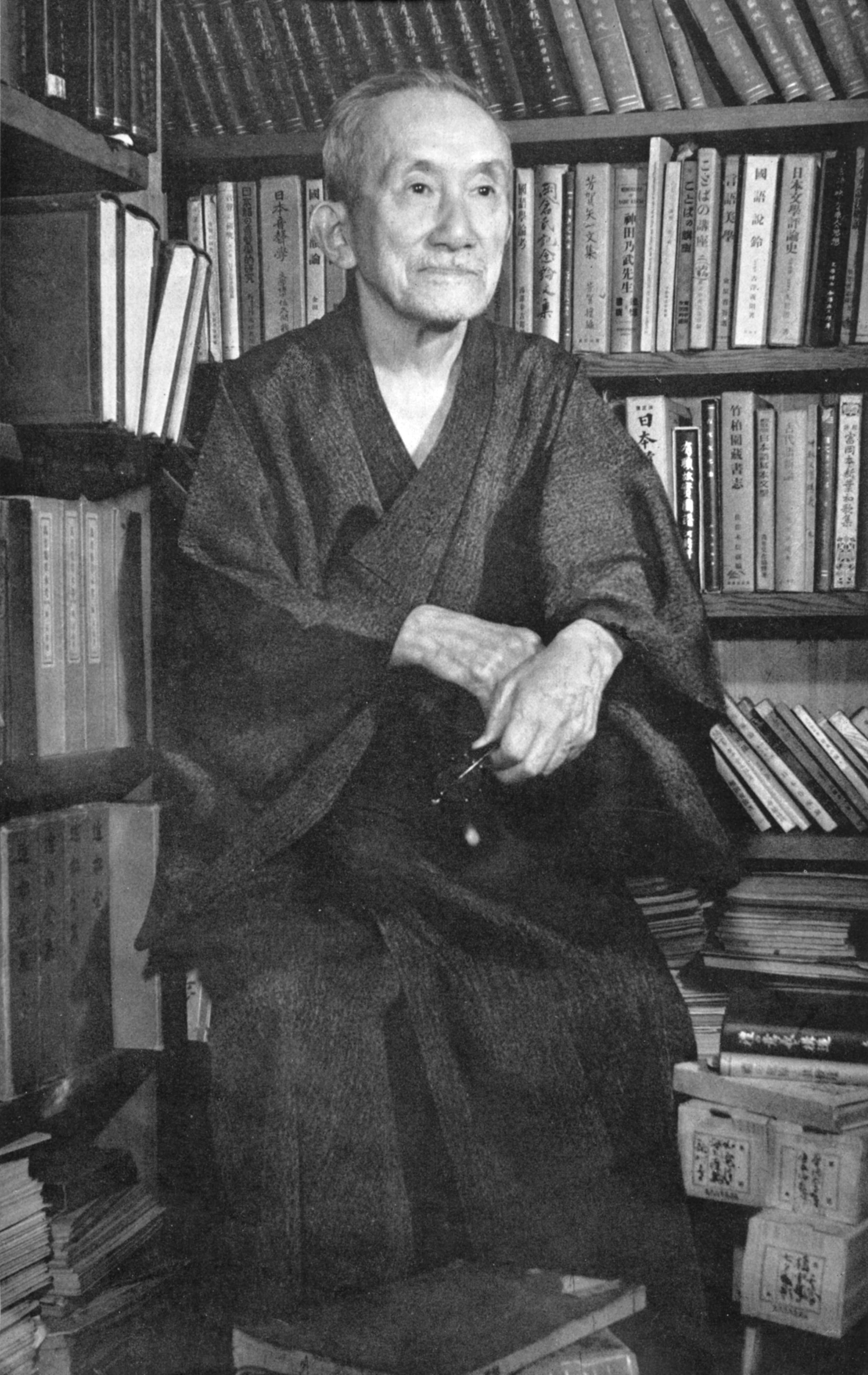
新村出は日本における言語学の黎明期を牽引し、キリシタン語学の草分けでもあった。

『広辞苑』の出発点となる素案は、大正末期から昭和初年にかけ、民族・民俗学や考古学の書籍を多数世に送り出した岡書院店主の岡茂雄による。1930年（昭和5年）末、不況下の出版業が取るべき方策を盟友岩波茂雄に相談の折、「教科書とか、辞書とか、講座物に力を注ぐべし」との助言を得て、中・高生から家庭向きの国語辞典の刊行を思い立ち、旧知の新村出に依頼したのが発端となる。当初、新村は興味がないと断るも、岡の重ねての依頼にしぶしぶ引き受ける。その際、新村の教え子の溝江八男太に助力を請い、その溝江の進言により百科的内容の事典を目指すこととなる。書名は、岡が新村のために企画した長野県松本市での「国語講習会」での懇談の席上、新村考案の数案の中から決められた。「辞苑」の書名は、東晋の葛洪の『字苑』にちなんだもの。
編集が進むにつれ、零細な岡書院の手に余ると判断した岡茂雄は、大手出版社へ引き継ぎを打診。岩波茂雄には断られるも、岡の友人渋沢敬三を通して事情を知った博文館社長大橋新太郎から強い申し入れがあり、『辞苑』は博文館へ移譲された。『辞苑』移譲後も、編集助手の人事や編集業務上の庶務、博文館との交渉等の一切は岡茂雄が担当し、新村出を中心とする編集スタッフを補佐した。1935年（昭和10年）に『辞苑』は完成。刊行されるやベストセラーとなる。

### 『辞苑』改訂作業の挫折
『辞苑』刊行後、岡茂雄はすぐに改訂版の編集を新村出に進言。しかし『辞苑』編集中の博文館の新村に対する態度には心ないものがあり、これを不快に感じていた新村は改訂版作成に難色を示す。しかし岡と溝江の説得に思い直し、『辞苑』改訂に取り組むこととなった。岡は1935年（昭和10年）頃に出版業界から身を引くが、『辞苑』改訂版の編集では引き続き庶務その他一切の雑務を担当しつつ、編集・執筆者間の連絡調整にも腐心して、新村らの作業を補佐し続けた。改訂作業半ばに外来語を考慮していないことに気付き、少壮気鋭のフランス文学者であり、思想上の理由で投獄されちょうど釈放されたばかりの新村猛（出の次男）を編集スタッフに加えるよう進言したのも岡である。
作業は遅れ、完成のめどが立たないうちに第二次世界大戦が勃発。編集作業はさらに遅滞し、空襲開始と共に編集部は場所を転々とし、最後は博文館社長邸の一室で新村猛と2名ほどの女性スタッフで実務に当たった。1945年（昭和20年）4月29日の空襲により、ついに印刷用紙を保管していた倉庫と、数千ページ分の銅版（活字組版）を保管していた印刷所が被災し、『辞苑』改訂版の編集は中絶する。万が一を恐れた岡が、版下の清刷りを必ず5通印刷し、博文館と岡、溝江3名に各1通、新村家に2通を控えとして保管していたおかげで編集作業の成果は残り、後の『広辞苑』へ引き継がれる。
戦後、疎開先から帰京した岡茂雄が『辞苑』改訂版刊行の意思を博文館に尋ねるが、社長以下博文館側は拒絶、その旨は新村出にも報告された。その後、新村猛の交渉により、改訂版は岩波書店から刊行されることとなる。その際、博文館との軋轢を懸念した岡茂雄は、書名『辞苑』の引き継ぎに異を唱えたが、結局書名は『広辞苑』と決まる。その後岡の予想通り、岩波書店と博文館の間で裁判沙汰になった。

### 『広辞苑』誕生から現在
戦後生じた大きな社会情勢の変化、特に仮名遣いや漢字の字体の変更といった国語改革や新語の急増などにより、編集作業はさらに時間を要することになった。新村父子をはじめとする関係者の労苦が実り、1955年（昭和30年）5月25日に岩波書店から『広辞苑』第一版が刊行された。『辞苑』改訂作業開始から既に20年が経過していた。
1991年11月15日には第四版が発行され、さらに翌年の1992年11月17日にはこれをもとにした『逆引き広辞苑』が発行された。『逆引き - 』には見出し語のみで語義は掲載されていないが、言葉を最初の文字からではなく最後の文字から引くという独特さ、詩作の際の押韻やクロスワードパズルなどの言葉遊びにも利用可能な点が話題を呼んだ。
1998年11月11日に発行された第五版では23万余語を収録。累計発行部数は第一版から第六版までで1190万部以上、第四版が220万部、第五版が100万部、第六版は50万部。中型国語辞典では売り上げ1位を誇る。発行部数のピークは1983年12月発行の第三版であった。
2008年1月11日に発行された第六版は24万余語が収録される。製本の際に薄くて丈夫な新しい紙を作るために、紙にはチタンが入っている。これにより薄くても透けない効果がある。第五版よりページ数が約60ページ増え、厚さでは僅かに薄くなったが、チタン入りのため重くなった。第六版の発行に際しては、第五版に掲載された全23万語の見出しと説明文を縮小コピーした駅貼りポスターの作成 や、ユニクロと提携して挿絵の図案をあしらったTシャツを販売する などの販売戦略を行った。そのこともあって、2009年6月時点で第六版の発行部数は当初目標の22万冊を大きく上回っている。この販促手法が評価され、岩波書店は第1回日本マーケティング大賞を出版業界で唯一受賞している（奨励賞）。
第七版は2017年10月24日に発表され、同年11月に予約受付開始、2018年1月12日に発行された。新たに約1万項目が追加され、第六版よりも140ページ増加した。しかし薄い紙の開発により厚さは変わっていない。

### 刊行年譜
- 1935年（昭和10年）：『辞苑』（博文館）発行
- 1955年（昭和30年）5月25日：第一版発行
- 1969年（昭和44年）5月16日：第二版前半
- 1976年（昭和51年）12月1日：第二版補訂版発行
- 1983年（昭和58年）12月6日：第三版発行
- 1991年（平成3年）11月15日：第四版発行
- 1998年（平成10年）11月11日：第五版発行
- 2008年（平成20年）1月11日：第六版発行
- 2018年（平成30年）1月12日：第七版発行

### 影響
1995年9月の井上ひさしの著書によると、愛用者は多く、一時期「広辞苑によると」という書き出しでエッセイなどを書くことが流行したとされる。

## 記載内容
改版・改訂の際には、項目の大規模な追加を行うが、それに比べて既存項目の削除は積極的には行わないといわれている。削除の事例には以下のようなものがある。
- 第二版刊行時に約2万項目を削除し、新たに約2万項目を追加した。これは初版で多く収録されていた古代中国の漢文用語や国史の古典用語を整理したためである。
- 研究による新たな事実判明に伴うもの[注 2]。

新語や若者言葉の掲載の有無は、それが日本語として十分に定着したかどうかの目安とされることがある（例：フリーター、着メロ等）。1980年代初頭に流行した「ナウい」は2008年改訂の第六版において収録され、2000年代半ばに流行した「萌え」は2018年改訂の第七版において収録された。逆に、「猛暑日」は2007年4月1日に気象庁が使用を開始したばかりであったが、「今後は頻繁に使われるであろうと判断したため」、2008年の第六版で収録された。
例えば特撮関係のキャラクターで記載されている項目は、第六版時点では「ゴジラ」と「ウルトラマン」の二つである。このように商標の掲載についてはあまり積極的ではなく、商標権を持つ企業名（商標権者）まで掲載しない場合が多い。広辞苑編集部の上野真志は、「第五版まで世相・時代相を表す用語は第二次世界大戦前までに限定していたからで、第六版で昭和40年代まで拡大した」と説明している。第七版では「仮面ライダー」が追加されている。
日常語の意味の変化に伴った語釈の追加・変更も見られる。「姑息」は本来「その場しのぎ」の意味であるが、「ずるい」の意味で多く使われるようになったことを受け第七版で「卑怯なさま」の語釈が加えられた。同じく「にやける」も本来の「なよなよとしている」の他に「にやにやする」の語釈が第七版で加わった。
日本人の人名は物故者（故人）の掲載のみに限定し、存命の人名については掲載していないが、他の国語辞典もほぼ同様の処置を取っている。ただし、存命人物に関する流行語（石原慎太郎の太陽族など）は掲載している。
広辞苑の最後の見出し語は初版から第六版まで一貫して「んとす」であったが、第七版では新たに追加された「ん坊（んぼう）」が最後の語となった。

### 論争
谷沢永一は渡部昇一との共著の中で、「博文館から『辞苑』の版権を取得した岩波書店が『広辞苑』として改訂を重ねる中で、3版から劇的に内容が変わり左翼理論の活発な演習場と化した」と主張した。水野靖夫はこれを受けて「左翼の曲がり角」と呼んでいる。

#### 朝鮮人強制連行
新井佐和子は、初版にあった「朝鮮事変」「朝鮮貴族」などが消え、第四版では「朝鮮人虐殺」「朝鮮人強制連行」などと入れ替わっていると指摘（「朝鮮」の語を含む用語、5増5減）。新井は、説明文の言い回しまで微妙に異なるのは、執筆者が高崎宗司や和田春樹にかわったからではないかとしている。

#### 慰安婦
- 初版（1955年）：慰安婦「戦地の部隊に随行、将兵を慰安した女」
- 第3版（1983年）：慰安婦「戦地の将兵を慰安する女性」
- 第4版（1991年）：従軍慰安婦「日中戦争、太平洋戦争期、日本軍によって将兵の性の対象となる事を強いられた女性」
- 第5版（1998年）：従軍慰安婦「日中戦争、太平洋戦争期、日本軍によって将兵の性の対象となる事を強いられた女性。多くは強制連行された朝鮮人女性。」
- 第6版（2008年）：従軍慰安婦「日中戦争、太平洋戦争期、日本軍によって将兵の性の対象となる事を強いられた女性。植民地・占領地出身の女性も多く含まれていた」、「朝鮮人強制連行」の項目「日中戦争・太平洋戦争期に100万人を超える朝鮮人を内地・樺太（サハリン）・沖縄・東南アジアなどに強制的に連行し、労務者や軍夫などとして強制就労させたこと。女性の一部は日本軍の慰安婦とされた。」
- 第7版（2018年）：記載されず。

このように初版から第3版までは、定義こそ違えど「慰安婦」の項目のみを記載していたが、1970年代以降になって「従軍慰安婦」問題が社会問題となり、外交における日韓問題にまで発展すると、第4版から「従軍慰安婦」の項目が登場した。さらに、第5版では「強制連行された朝鮮人女性」と記述されたが、これについて谷沢永一は「削除あるいは訂正すべきだ」とした。その後、第6版において後半部が改訂され、「朝鮮人強制連行」の項目で慰安婦が強制連行されたことの説明内容を維持しているが、このことを渡部昇一は「非常に慎重に書いているように見えるのだが、最も重要な事実を書いていない」と指摘する。

#### 意図的な作為による書き換え
水野靖夫 (2013)は『広辞苑』の各版（初版～第六版）における近現代史用語を比較分析し、幾つかの問題点を指摘した。例えば伊藤博文の説明文について、「安重根が版を追うごとに格上げされている」ことに疑問を呈している。また、日英同盟の説明文について、「中国と英領インドの現状維持を目的」（初版・第二版）が削除されて「日露戦争で日本に有利な役割を果たした」（第三版以降）と明記されていること、「ロシヤのアジアへの侵出」（初版）が「ロシアのアジア進出」（第二版以降）に書き換わっていることなどを取り上げており、これを水野は「意図的な作為が明らかである」とする。

#### 那智黒論争
粘板岩の「那智黒」の項目では、実際の産出地が三重県熊野市であるにもかかわらず、1955年の第一版から産出地が「和歌山県那智地方」と誤って記載されていた、と2013年に複数のメディアで報道された。報道によると「熊野市からは1997年頃に訂正の申し入れが岩波書店になされたが、その後に刊行された第五版・第六版でもそのままになっていた」としている。これに対して、岩波書店は、1997年頃に熊野市から指摘を受けて検討した結果、『紀伊続風土記』等の江戸時代の史料に那智地方で産出する旨の記述があることから、1998年刊行の『広辞苑』第五版で解説文を「那智地方に産した」という過去形に変更しており、現在の採石地が那智地方であるとは説明していないと主張するとともに、これら一連の報道は「事実経過を歪曲し、また『広辞苑』の記述を誤りと決めつけた不当な内容となっている」とウェブサイト上で反論している。

#### 第六版の誤記
2008年に発行された第六版では、その記載内容について複数の誤記が発見されている。まず「芦屋・蘆屋」の項目では、「在原行平と松風・村雨の伝説などの舞台」と記載されているが、正しくは「須磨」である。広辞苑編集部は、ウェブサイト上で「お詫びと訂正」を行い、早期の訂正を行いたいとしている が、これは第五版から残っていた誤りである。さらに「横隔膜ヘルニア」の項目では、「横隔膜の欠損部や筋肉の弱った所を通って腹部内臓が腹腔へ逸脱する現象」などと記載されているが、腹腔内の内臓が腹腔に逸脱するというのはおかしく、この文脈であれば「胸腔へ逸脱」とすべきである。編集部は2008年1月にこの誤りを認め、第二刷から訂正したいとしている。
2017年5月「フェミニズム」などの項目の記述について、明日少女隊がウェブスター辞典、オックスフォード英語辞典を引き合いに出して説明文の書き換えを求める公開質問を行った。広辞苑編集部はこの指摘を受け説明文を見直す決定を行い、第七版において説明文の変更が行われた。

#### 第七版の誤記と紙の限界
第七版の初刷では、内容について以下のような誤記述がネット上で指摘された。誤記情報がインターネット上でいち早く拡散されながらも、岩波書店側の対応が後手に回り、「紙の辞書」のマイナス面が際立つ事態となった。岩波書店はJ-CASTニュースの取材に対して「完璧なものを出したいと努力はしているが見落としが出てしまうのが現状」と答えている。
LGBT
「多数派とは異なる性的指向をもつ人々」という説明になっている。このうちTが表すトランスジェンダーは「性同一性」に関する事柄であり、「性的指向」とは必ずしも関係がない。
しまなみ海道
「因島・生口島・大三島・屋代島（周防大島）を経由する」という説明になっている。このうち屋代島（周防大島）は大島（愛媛県今治市）の誤り。
坊守
「浄土真宗で、僧の妻」と説明しているが、2000年代に入り、本願寺派と大谷派が相前後して女性住職の配偶者や家族が坊守を称することを認めており、訂正を求める声もある。
一方、20年にわたり間違いが指摘されてきた将棋宗家伊藤家の始祖についての記述は修正されている。また、「仮にこれまで指摘されているものだけに止まるなら、奇跡的に少ないと言うべき」といった意見もある。

#### 台湾記述と台湾からの批判
『広辞苑』第六版は、「中華人民共和国」の項目に示す中華人民共和国行政区分の図に台湾を「台湾省」として組み入れ、「日中共同声明」の項目では「日本は中華人民共和国を唯一の正統政府と承認し、台湾がこれに帰属することを実質的に認め」たと記述する。台北駐日経済文化代表処は2017年12月11日「台湾が中華人民共和国の「台湾省」として紹介され」ている「誤記」「事実と異なる内容」として、岩波書店に対し「中華民国台湾は独立主権国家であり、断じて中華人民共和国の一部ではない」と修正を要求した。
岩波書店は同月22日、「中華人民共和国・中華民国はともに「一つの中国」を主張しており、一方、日本を含む各国は「一つの中国」論に異を唱えず」とした上で、「台湾省」と表記して掲載した地図は「「中華人民共和国」の項目に付した地図であり、同国が示している行政区分を記載したもの」とする見解を発表し、指摘のあった記述について「誤りであるとは考えておりません」との「謹告」を発表した。これに対し駐日台北経済文化代表処は遺憾の意を表明した。第七版でもこれらの記述はそのままとなっている。

## 年間発行部数
1991年、第四版が出版された年は、大きな反響を呼んだ宮沢りえの写真集『Santa Fe』の出版があり、出版業界では発行部数でどちらが上回るかが話題となった。結果的に、年間発行部数は『広辞苑』が約220万部と『Santa Fe』の約150万部を上回り圧勝した。以降の版は、電子媒体やインターネットの出現で初年度の販売部数を減らしており、第六版が出版された2008年1月-2009年3月では約36万部となっている。

### 種類
- 通常版（菊判）

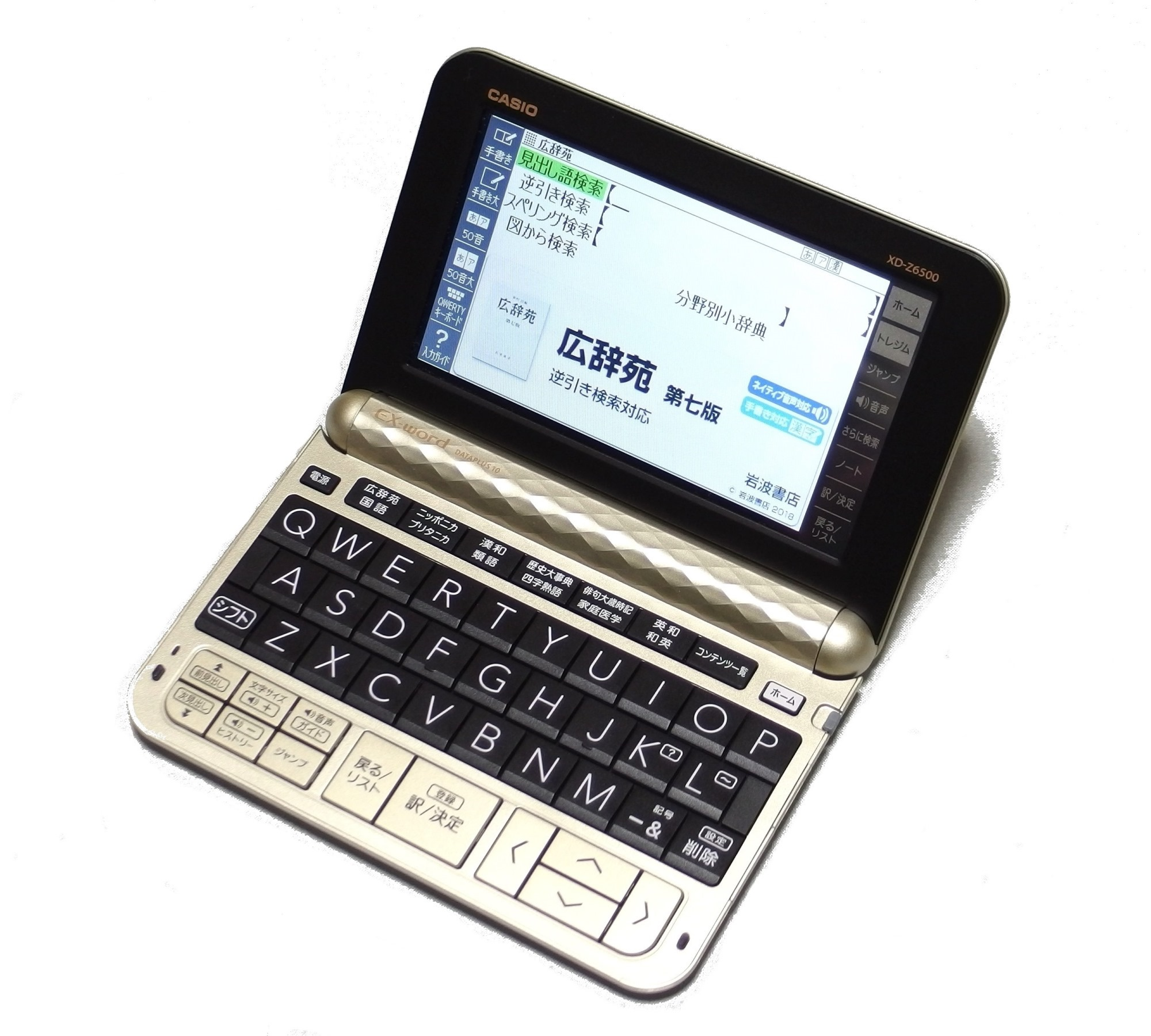
電子辞書（カシオ・エクスワード）に収録された広辞苑

- 机上版（B5判） - 第六版では「あ - そ」「た - ん」までの二分冊となった。
- 総革装広辞苑（菊判）第二版から発売。第七版は未発売。
- 総革装広辞苑机上版（B5判） - 第四版から存在する。第六版のみ通常の机上版と同じく二分冊とされた。第七版は未発売。
- CD-ROM版 - 1987年に発売された『広辞苑 第三版CD-ROM版』が最初[注 9]。第五版まで発売され、容量の問題もありDVDに移行した。
- DVD-ROM版 - 第六版のものが岩波書店から発売された。コンピュータで使用する。書籍版と収録項目は同数であるが、文学作品・憲法等の文献資料、カラー画像、動画、鳥の鳴き声、クラシックや日本民謡の楽曲を含み、検索機能が付加されている。
- 電子ブック版 - 第四版・第五版のものが岩波書店から発売された。電子ブックプレーヤーを用い、収録項目は書籍版と同数。書籍版とCD-ROM版の中間的なデータと機能を有する。電子ブックプレイヤーのバンドル版と市販品では、マルチメディアデータの収録状況に差がある。
- 携帯電話版 - 携帯電話の有料サービスとして2001年4月から開始した。一定の月額利用料金を支払うことで携帯電話のメニューから単語検索や漢字検索が行える。
- 電子辞書版 - 電子辞書機器向けの辞書として広辞苑を含む場合がある。収録語数は書籍版と同数だが、地名項目が市町村合併に伴い増補されているものもある。
- スマートフォン・タブレット版 - 第六版以降にはモバイルアプリケーションがある。第七版は計測技研（iPhone・iPad）、コードダイナミクス（富士通パーソナルズからティーガイアを経て運営移管、Android）、ロゴヴィスタ（iPhone・iPad、Android）からリリースされている。
- ロゴヴィスタ電子辞典版 - 独自のデータ形式を採用する。DVD-ROM版、ダウンロード版があり、Windows、Macintosh、iPhone/iPad、Androidの各プラットフォームに対応する。これまでに第五版（前身に当たるシステムソフト電子辞典を引き継いだもの）・第六版・第七版のものを発売している。
- ATOK連携電子辞典版 - ジャストシステムの日本語入力システムATOKで入力・変換中に参照するための電子辞典。2016年のATOK 2016以降では「ATOKイミクル」により、入力・変換中でなく文書の閲覧中にも辞典を引けるようになった。2006年に発売された『広辞苑 第五版 for ATOK』以降、各版のものがある。ATOK Passport [プレミアム]ではクラウド辞典として第七版を参照できる。